# Franciszek Szymczyk
Franciszek Ksawery Szymczyk (* 21. Februar 1892 in Lemberg; † 5. November 1976 in Warschau) war ein polnischer Chemiker, Radsportler und Radsportfunktionär.

## Biographie

### Berufliches
Szymczyk war studierter Chemiker. Er absolvierte das Polytechnikum in Kiew, war Assistent am Institut für Chemie an der Universität für Landwirtschaft in Bydgoszcz und leitete in den Jahren 1921 und 1922 das forensische Laboratorium des Polizeipräsidiums in Warschau. Von 1921 bis 1963 arbeitete er als Leiter des Toxikologischen Laboratoriums in der Abteilung für Lebensmittel- und Objektforschung und war für das nationale Hygiene-Institut (PZH) tätig. 1946 publizierte er ein Handbuch zur toxikologischen Analyse und war weiterhin forensisch tätig. Er gilt als Pionier in der Erforschung von Lebensmittelverunreinigungen.

### Radsportlaufbahn
1921 und 1922 wurde Franciszek Szymczyk polnischer Meister im Sprint auf der Bahn. 1923 nahm er mit Tomasz Stankiewicz, Wiktor Hoechsman, Wiktor Ryl (Iko) und Józef Lange an den Bahnweltmeisterschaften in Zürich teil.  Im Jahr darauf startete er bei den Olympischen Sommerspielen in Paris in zwei Disziplinen: Im Sprint schied er im Viertelfinale aus, in der Mannschaftsverfolgung errang er gemeinsam mit Józef Lange, Jan Łazarski und Tomasz Stankiewicz die Silbermedaille, nachdem der polnische Vierer im Finale dem favorisierten italienischen Team um acht Sekunden unterlegen war. Dies war die erste olympische Medaille im Radsport für Polen.
Mehrfach stand Szymczyk bei polnischen Meisterschaften auf dem Podium, noch 1930 belegte er im Alter von 38 Jahren einen vierten Platz (Disziplin unbekannt). 1932 gewann er mit dem Team von WTC Warschau die nationale Meisterschaft in der Mannschaftsverfolgung.
Bei den Olympischen Spielen 1928 in Amsterdam war er Mitglied der polnischen Mannschaft und bestritt Qualifikationsrennen, wurde aber nicht in den Hauptwettbewerben eingesetzt.

### Wirken als Funktionär
Als Mitglied des Vereins Warszawskie Towarzystwo Cyklistów setzte sich Szymczyk ab 1910 für den Bau von Radwegen ein. Er war Mitglied des Präsidiums des polnischen Nationalen Olympischen Komitees, Vizepräsident des Kommissärsverbandes des polnischen Radsportverbandes sowie Herausgeber der 14-täglich erscheinenden Zeitschrift Kolarz Polski. Zudem publizierte er Bücher über Radsport und Toxikologie.
Nach dem Zweiten Weltkrieg engagierte sich Franciszek Szymczyk erneut im polnischen Radsportverband, als Sportlicher Leiter, Organisator und Kommissär, so etwa bei der Internationalen Friedensfahrt.
Bis ins hohe Alter fuhr Szymczyk mit dem Fahrrad durch Warschau. Er starb im Alter von 84 Jahren und ist auf dem Powązki-Friedhof (Abt. 215, Reihe 6, Platz 14) bestattet.

## Erfolge
1921
- Polnischer Meister – Sprint

1922
- Polnischer Meister – Sprint

1924
- Olympische Spiele – Mannschaftsverfolgung (mit  Józef Lange, Jan Łazarski und Tomasz Stankiewicz)

## Publikationen (Auswahl)
- Przepisy wyścigowe i ogólne. Warschau 1929.
- Analiza toksykologiczna. Warschau 1946.
- O wykrywaniu szkła w strawie i wnętrznościach. Warschau 1938.
- Kolarstwo wyczynowe. Warschau 1949.
- Kolarstwo. Warschau 1951.
- Analiza toksykologiczna : do użytku stacji sanitarno-epidemiologicznych, farmaceutów, chemików, lekarzy i studentów. Warschau 1959.
- Kolarstwo dla wszystkich. Warschau 1956.